# Lagoa Alegre
Lagoa Alegre est une municipalité brésilienne située dans l'État du Piauí.